# Stigma (película)
Stigma es una película nigeriana de 2013 basada en la discriminación que enfrentan las personas que viven con el virus del VIH en una aldea del estado de Rivers. Fue dirigida por Diminas Dagogo y protagonizada por Jackie Appiah, Hilda Dokubo y Emeka Ike. Fue producida por el Ministerio de Salud del Estado de Rivers.

## Sinopsis
Ibiso (Hilda Dokubo) es responsable de los partos en su comunidad. Su hija Vanessa (Jackie Appiah) sigue rechazando a Ebiye (Daniel Braid) porque no quiere cometer los errores maritales de su madre.
Cuando la salud de Ibiso empieza a presentar molestias que la medicina herbal no puede sanar, su hija la lleva con un doctor. En la clínica, se le revela que su madre está infectada con el virus del SIDA. A medida que la salud de Ibiso empeora, el consejero Edet le comenta que el virus no se trató durante años y esa es la razón de las complicaciones de su salud. Ibiso muere poco después y Vanessa también es diagnosticada.
A medida que la noticia de la presencia del VIH en la familia de Ibiso se difunde por el pueblo, también aumenta la discriminación contra Vanessa y sus dos hermanos. Ebiye rompe lazos con Vanessa, que incapaz de soportar la estigmatización, intenta suicidarse.

## Elenco
- Jackie Appiah como Vanessa
- Hilda Dokubo como Ibiso
- Emeka Ike como Dr. Jide
- Soibifa Dokubo como inteligente
- Ngozi Nwosu como Telema
- Francis Duru como consejero Edet
- Clem Ohameze como Pastor Jude
- Daniel Braid como Ebiye

## Lanzamiento
Se estrenó el 1 de diciembre de 2013 en Port Harcourt para conmemorar el Día Mundial de la Lucha contra el Sida.

## Recepción
360nobs.com en su reseña destacó los aspectos positivos de una película relacionada con el VIH después de Goodbye Tomorrow (1995), Yet Another Day e Inside Story. También afirmó que era un recordatorio de que, aunque la prevalencia del VIH/SIDA está disminuyendo, la enfermedad todavía nos acompaña.

## Premios y nominaciones
| Premios                                           | Categoría                                 | Nominado      | Resultado |
| ------------------------------------------------- | ----------------------------------------- | ------------- | --------- |
| Premios Best of Nollywood 2015                    | Mejor actriz principal                    | Hilda Dokubo  | Nom       |
| Premios Best of Nollywood 2015                    | Mejor guion                               |               | Nom       |
| Premios Best of Nollywood 2015                    | Mejor diseño de producción                |               | Nom       |
| Premios Best of Nollywood 2015                    | Mejor uso del traje nigeriano             |               | Nom       |
| Premios Best of Nollywood 2015                    | Mejor uso de la lengua indígena nigeriana |               | Ganador   |
| Premios Best of Nollywood 2015                    | Película del año                          |               | Nom       |
| Premios de la Academia de Cine Iconos de Oro 2015 | Mejor película                            |               | Nom       |
| Premios de la Academia de Cine Iconos de Oro 2015 | Mejor película (drama)                    |               | Nom       |
| Premios de la Academia de Cine Iconos de Oro 2015 | Mejor actriz                              | Jackie Appiah | Nom       |
| Premios de la Academia de Cine Iconos de Oro 2015 | Mejor guion                               |               | Nom       |